# Ocenebra lurida
Ocenebra lurida är en snäckart som först beskrevs av Middendorff 1848.  Ocenebra lurida ingår i släktet Ocenebra och familjen purpursnäckor. Inga underarter finns listade i Catalogue of Life.